# Chalepus basilaris
Chalepus basilaris es un insecto coleóptero de la familia Chrysomelidae.
Fue descrita científicamente en 1877 por Félicien Chapuis.